# 吉田和正
吉田 和正（よしだ かずまさ、1944年 - ）は、作家。
広島県生まれ。日本大学芸術学部中退後、映画助監督、週刊誌記者を経て、文筆家となり、『結婚詐欺師クヒオ大佐』は、2009年に映画化された。

## 著書
| 書名                                                        | 出版社             | 出版年 | 備考                                                          |
| ----------------------------------------------------------- | ------------------ | ------ | ------------------------------------------------------------- |
| 『会社人間油断の構造 続発するビジネス・エリートの事件』     | 太陽企画出版       | 1987年 |                                                               |
| 『魔がさす ビジネスマンの落とし穴』                         | 光文社文庫         | 1988年 |                                                               |
| 『戦士の不覚 法廷に立たされたビジネスマン』                 | 光文社文庫         | 1989年 |                                                               |
| 『にせ者たち あなたもダマされる』                           | 光文社文庫         | 1990年 |                                                               |
| 『ビジネスマン人間取材術 こんなに差がつくプロのテクニック』 | 日本マンパワー出版 | 1991年 |                                                               |
| 『外国人法廷 罪と罰の文化摩擦』                             | 光文社文庫         | 1992年 |                                                               |
| 『死刑を志願した男』                                        | 三一書房           | 1992年 |                                                               |
| 『誘う女 ドキュメント日本閣殺人事件』                       | 三一書房           | 1994年 |                                                               |
| 『幻の遺産 日本人格闘家を愛した富豪夫人』                   | 三一書房           | 1996年 |                                                               |
| 『かぼちゃと風船画伯 愛と幻想の版画家・谷中安規の生と死と』 | 読売新聞社         | 1998年 |                                                               |
| 『アウトローと呼ばれた画家 評伝長谷川利行』                 | 小学館             | 2000年 |                                                               |
| 『結婚詐欺師クヒオ大佐』                                    | 新風舎文庫         | 2006年 | 「クヒオ大佐」幻冬舎アウトロー文庫 （映画「クヒオ大佐」原作） |
| 『猫下宿』                                                  | 駒草出版           | 2006年 |                                                               |
| 『はみだし群像』                                            | 駒草出版           | 2009年 |                                                               |
| 『月天心』                                                  | 駒草出版           | 2010年 |                                                               |
| 『桜前線』                                                  | 駒草出版           | 2012年 |                                                               |